# جون ويليس (قسيس)
جون ويليس (بالإنجليزية: John Willis)‏ هو قسيس أوغندي، ولد في 8 نوفمبر 1872، وتوفي في 12 نوفمبر 1954.